# Miracle de la relique de la Croix au pont San Lorenzo
Le Miracle de la relique de la Croix au pont San Lorenzo ou Miracle de la Croix tombée dans le canal San Lorenzo (en italien : Miracolo della Croce caduta nel canale di San Lorenzo) est un tableau de l'artiste italien de la Renaissance Gentile Bellini, qu'il réalise en détrempe sur telero en 1500. De  365 × 399 cm, datant de 1500, il est conservé aux Galeries de l'Académie de Venise.

## Histoire

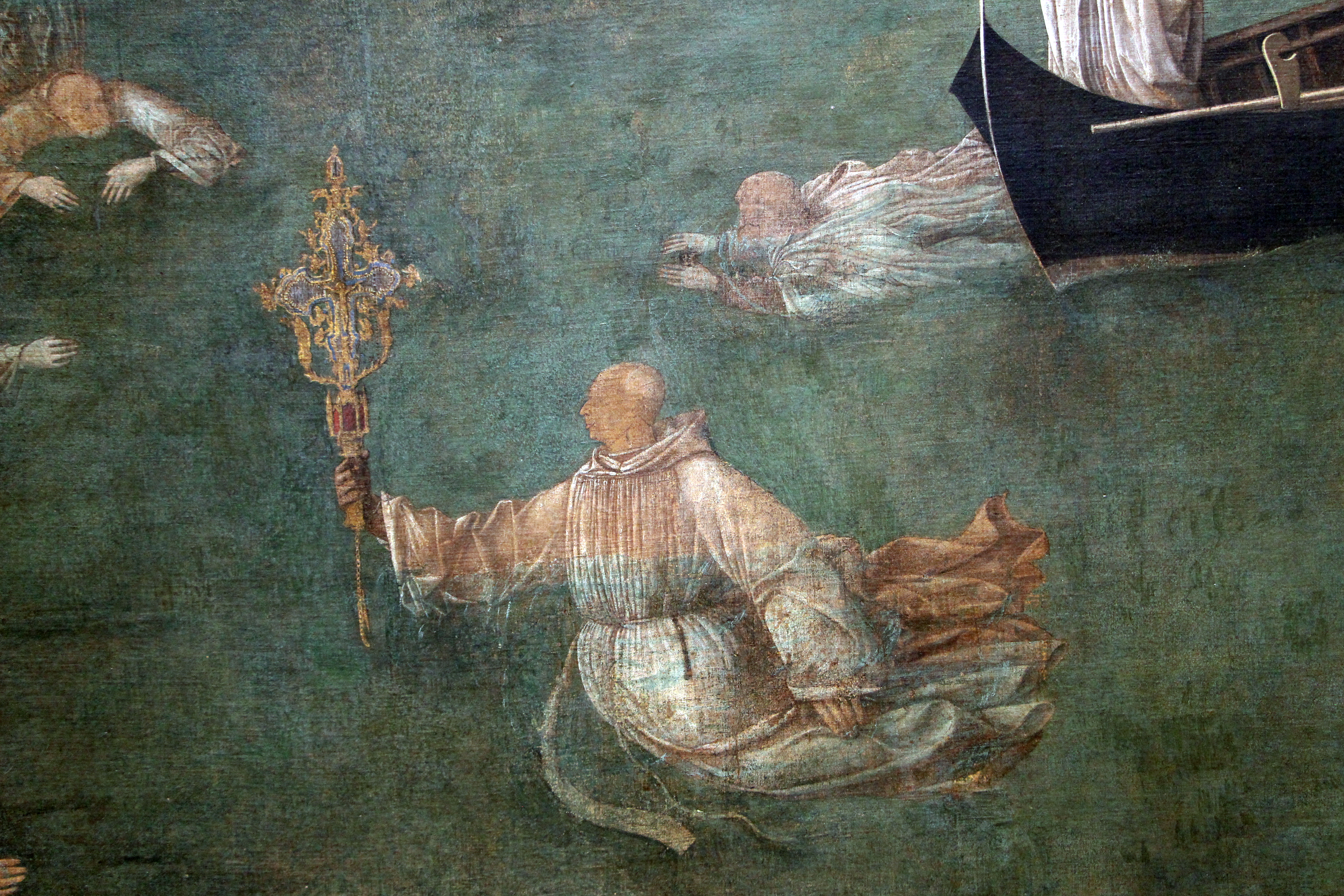
Détail.

Le tableau a été commandé pour la grande salle de la Scuola Grande di San Giovanni Evangelista, siège de la confrérie éponyme à Venise. La commande comprenait un total de neuf grandes toiles  d'artistes éminents de l'époque tels que Bellini, Le Pérugin, Vittore Carpaccio, Giovanni di Niccolò Mansueti, Lazzaro Bastiani et Benedetto Rusconi.
Le sujet des peintures devait être les miracles d'un fragment de la Vraie Croix. L'objet avait été donné à la confrérie par Philippe de Mézières (ou Filippo Maser), chancelier du Royaume de Chypre et de Jérusalem en 1369, et devint bientôt l'objet de vénération dans la ville.
Les toiles ont toutes été exécutées entre 1496 et 1501. Toutes subsistent à part celle du Pérugin et sont conservées aux Gallerie dell'Accademia de Venise.

## Description
L'œuvre dépeint un miracle qui a eu lieu lors de l'une des processions annuelles de la Vraie Croix de la Scuola. La relique est tombée dans l'eau : elle a ensuite échappé à toutes les tentatives des gens pour l'attraper, à part celle d'Andrea Vendramin, le Gran Guardiano (Grand Gardien) de l'école.
La peinture montre une représentation du canale et du pont près desquels le miracle rapporté s'est produit, et des personnes qui y participèrent. Parmi les personnages reconnaissables figure Catherine Cornaro, reine de Chypre qui serait parmi les femmes agenouillées à gauche. La figure de Catherine Cornaro retenue est celle de la première femme à gauche, qui prie debout, avec une fille à sa gauche. Le groupe de messieurs est probablement celui de la famille de Bellini, dont le peintre et son frère Giovanni.
Au centre se trouve le pont San Lorenzo, empli de gens qui regardent l'événement. Les fondamente (les rues qui bordent les canaux vénitiens) sont bondées, certaines personnes venant en gondoles. Quelques personnes ont plongé et une femme, à droite, pousse son esclave maure à faire de même, cependant Andrea Vendramin a déjà saisi la relique et la porte sur le rivage.
Les bâtiments sont peints avec des couleurs sans perspective géométrique. Certains dessins présentent des cheminées à cône inversé typiques de la Venise médiévale.

## Voir également
- Procession sur la place Saint-Marc également de Gentille Bellini.
- Le Miracle de la relique de la Croix au pont du Rialto de  Vittore Carpaccio.

## Sources
- Pierluigi De Vecchi et Elda Cerchiari, I tempi dell'arte, Milan, Bompiani, 1999 (ISBN 88-451-7212-0)